# Francisco Rojas Rojas
Francisco Ulises Rojas Rojas (La Serena, 22 de julio de 1974) , más conocido como el "Murci" Rojas, es un exfutbolista chileno. Jugó como defensa lateral izquierdo. Con la selección chilena jugó el Mundial de Francia 1998. Además es uno de los referentes de Colo-Colo y de Deportes La Serena.

## Trayectoria
Debutó en el equipo de su natal La Serena donde destacó por su dominio de balón, siendo contratado por Colo-Colo al año.  Tras pasar 6 meses jugando para el Tenerife en España, el lateral izquierdo fue parte de los títulos Clausura 97 y 98. También fue seleccionado en el Mundial de Francia 98.
En Europa, pasó por el Sturm Graz de Austria, donde disputó varias Champions League con su equipo. 
En el 2005, decidió volver a Chile, jugando para Unión Española, y luego terminar su carrera en su ciudad natal.
Participó en el reality show chileno Mundos Opuestos, siendo el octavo eliminado en un duelo de destreza. Luego "Murci Rojas" ganó el repechaje y entró nuevamente al Reality Mundos Opuestos, donde fue el 12º eliminado en un duelo de habilidad con el también seleccionado nacional de Francia 1998, Nelson Tapia. 
Se retiró del fútbol profesional el 4 de julio de 2012.

## Selección nacional
Con la Selección de Chile disputó la Copa Mundial de Fútbol de 1998, siendo titular ante Italia (2-2), Austria (1-1) y Camerún (1-1). No jugó ante Brasil (1-4) por estar suspendido por acumulación de tarjetas amarillas (2). También disputó las Eliminatorias al Mundial de Alemania 2006, donde Chile no clasificó tras quedar 7° con 22 puntos.

### Participaciones en Copas del Mundo
| Mundial              | Sede    | Resultado        | PJ | Goles |
| -------------------- | ------- | ---------------- | -- | ----- |
| Copa Mundial de 1998 | Francia | Octavos de final | 3  | 0     |

#### Participaciones en Copa América
| Copa              | Sede     | Resultado    | PJ | Goles |
| ----------------- | -------- | ------------ | -- | ----- |
| Copa América 1999 | Paraguay | Cuarto lugar | 2  | 0     |

#### Participaciones en Clasificatorias a Copas del Mundo
| Eliminatorias                    | País                  | Resultado           | Posición            | PJ | Goles |
| -------------------------------- | --------------------- | ------------------- | ------------------- | -- | ----- |
| Eliminatorias Francia 1998       | Francia               | Clasificado         | 4º                  | 2  | 0     |
| Eliminatorias Corea y Japón 2002 | Corea del Sur y Japón | Eliminado           | 10.º                | 6  | 0     |
| Eliminatorias Alemania 2006      | Alemania              | Eliminado           | 7º                  | 2  | 0     |
| Total de su carrera              | Total de su carrera   | Total de su carrera | Total de su carrera | 10 | 0     |

## Clubes
| Club               | País    | Año       | PJ  | Goles |
| ------------------ | ------- | --------- | --- | ----- |
| Deportes La Serena | Chile   | 1993      | 23  | 0     |
| Colo-Colo          | Chile   | 1994-1996 | 41  | 1     |
| Tenerife           | España  | 1996      | 6   | 0     |
| Colo-Colo          | Chile   | 1997-2001 | 113 | 7     |
| SK Sturm Graz      | Austria | 2001-2005 | 103 | 13    |
| Unión Española     | Chile   | 2006      | 21  | 0     |
| Deportes La Serena | Chile   | 2007-2011 | 59  | 0     |
| Total              | Total   | Total     | 366 | 21    |

## Palmarés
| Título           | Equipo    | País  | Año           |
| ---------------- | --------- | ----- | ------------- |
| Primera División | Colo-Colo | Chile | 1996          |
| Primera División | Colo-Colo | Chile | Clausura 1997 |
| Primera División | Colo-Colo | Chile | 1998          |

## Programas de televisión
| Año  | Programa             | Rol                                         | Canal    |
| ---- | -------------------- | ------------------------------------------- | -------- |
| 2012 | Mundos opuestos      | Participante (8.º eliminado/12.º eliminado) | Canal 13 |
| 2012 | Morandé con compañía | Invitado                                    | Mega     |